# Acer pashanicum
Acer pashanicum é uma espécie de árvore do gênero Acer, pertencente à família Aceraceae.